# پل راتکلیف
پل راتکلیف (انگلیسی: Paul Ratcliffe؛ زادهٔ ۱۲ نوامبر ۱۹۷۳) قایقران کانو اهل بریتانیا است.